# Apostolska nunciatura v Monaku
Apostolska nunciatura v Monaku je diplomatsko prestavništvo (veleposlaništvo) Svetega sedeža v Monaku, ki ima sedež v Monaku; ustanovljena je bila 11. julija 2006.
Trenutni apostolski nuncij je Antonio Arcari.

## Seznam apostolskih nuncijev
- André Pierre Louis Dupuy (11. julij 2006 - 15. december 2011)
- Luigi Travaglino (8. september 2012 - 16. januar 2016)
- Luigi Pezzuto (16. januar 2016 - 25. maj 2019)
- Antonio Arcari (25. maj 2019 - danes)